# شتافشتدت
شتافشتدت (به آلمانی: Stafstedt) یک شهر در آلمان است که در رندسبورگ-اکرنفورده واقع شده‌است. شتافشتدت ۳۶۵ نفر جمعیت دارد.